# Brian Muir
Brian Muir, dit Yogi, né le 30 juin 1931 à Sydney et décédé le 11 septembre 1983 à 52 ans, est un pilote automobile australien de compétitions sur circuits pour voitures de Tourisme et de Grand Tourisme.

## Biographie
Sa carrière en compétition s'étale sur 33 années, dès l'âge de 19 ans dans son pays natal en rallye.
En 1973, il est notamment l'équipier d'Hans-Peter Joisten lors du décès de ce dernier aux 24 Heures de Spa, sur BMW 3.0 CSL.
Muir participe aux 24 Heures du Mans à quatre reprises entre 1966 et 1976 (4 abandons), notamment avec Graham Hill, Jacky Ickx et Jackie Oliver sur Ford GT40 (dont une Mirage M1), de 1966 à 1968.
Il décède d'un arrêt cardiaque, lors de son retour à domicile après avoir disputé son treizième RAC TT à Silverstone.

(Nota Bene: il ne doit pas être confondu avec son homonyme créateur du masque et des costumes de Dark Vador, d'après les dessins de Ralph McQuarrie.)

## Palmarès

### Titres
- Vice-champion d'Europe des voitures de tourisme en 1973, sur BMW 3.0 CSL du team BMW Alpina;
- Vice-champion britannique des voitures de tourisme (BRSCC, futur BTCC[1]) en 1968, sur Ford Falcon du team Bill Shaw Racing (derrière son équipier Frank Gardner);
- 3e du BRSCC en 1970, sur Chevrolet Camaro Z28 du team Malcolm Gartlan Racing (5e en 1972 et 1973);
- 3e du championnat d'Australie des voitures de tourisme en 1965, sur Holden EH Special S4 du team Heldon Motors;

### Victoires notables
- Norisring (DARM) en 1966, sur AC Cobra;
- Guards Trophy en 1966, sur Lotus 30 (à Brands Hatch);
- 6 Heures de Barcelone en 1968, avec Francisco Godia Sales alors triple vainqueur sur Ford GT40 de l'Escuderia Montjuïc;
- Premier Australien vainqueur du RAC Tourist Trophy en 1970, sur Chevrolet Camaro Z28 du Malcolm Gartlan Racing (à Silverstone en ETCC; 3e en 1973, 5e en 1967, et 6e en 1979);
- Mémorial Jim Clark en 1972, sur Ford Capri (à Hockenheim);
- 6 Heures du Paul-Ricard en 1972, avec John Miles sur Ford Capri du team Malcolm Gartlan Racing (ETCC);
- 4 Heures de Monza en 1973, avec Niki Lauda sur BMW 3.0 CSL du team BMW Alpina (ETCC).